# Sudoeste Africano
Sudoeste Africano ou África do Sudoeste (em inglês: South-West Africa; em africâner: Suidwes-Afrika, em alemão: Südwestafrika) é como era denominada a atual Namíbia quando foi governada pelo Império Alemão e posteriormente pela África do Sul.

## Colônia alemã
Sendo uma colônia alemã desde 1884 seu nome foi o de Sudoeste Africano Alemão (Deutsch-Südwestafrika). A Alemanha administrou o território durante mais de trinta anos, não sem muitas dificuldades devido à política empregada pelos nativos, que experimentaram muitas insurreições, especialmente aquelas lideradas pelo líder guerrilheiro Jacob Morenga. Entre 1904 e 1908, soldados alemães chacinaram mais de 100 000 herero e nama. O massacre foi precedido por uma insurreição dos dois grupos étnicos contra os colonos e suas práticas racistas. Apenas no ano de 2016, o Governo alemão admitiu oficialmente de que se trata de um genocídio.
O principal porto, Walvis Bay, e as Ilhas do Pinguim foram anexadas pela Grã-Bretanha como parte da Colônia do Cabo, em 1878, e se tornaram parte da União da África do Sul em 1910.
Como parte do Tratado de Helgoland-Zanzibar, em 1890, um corredor de terra retirado da fronteira norte da Bechuanalândia, estendendo-se até o rio Zambeze, foi adicionado à colônia. Foi nomeado de Faixa de Caprivi (Caprivizipfel), devido ao chanceler alemão Leo von Caprivi.

## Domínio sul-africano
Em 1915, durante a Campanha do Sudoeste Africano na Primeira Guerra Mundial, a África do Sul, membro da Commonwealth britânica e ex-colônia britânica, ocupou a colônia alemã. Depois da guerra, foi declarada um Mandato da Sociedade das Nações nos termos do Tratado de Versalhes, com a União da África do Sul responsável pela administração do Sudoeste Africano, incluindo Walvis Bay.
O Mandato deveria se tornar um Protetorado das Nações Unidas quando os mandatos da Liga das Nações foram transferidos para a Organização das Nações Unidas após a Segunda Guerra Mundial, mas a União Sul-Africana recusou-se a concordar em permitir que o território iniciasse sua transição para a independência. Assim, o território passou a ser considerado de facto quinta província da África do Sul, embora nunca fosse realmente incorporado ao país.

### Fim do Mandato da ONU
Em 1966, a Assembleia Geral aprovou uma resolução 2145 (XXI), que declarou o mandato encerrado e que a República da África do Sul não tinha mais direito de administrar o Sudoeste Africano. Em 1971, na decorrência de um pedido de parecer consultivo do Conselho de Segurança das Nações Unidas, o Tribunal Internacional de Justiça decidiu que a continuação da presença da África do Sul na Namíbia era ilegal e que a África do Sul estava obrigada a se retirar da Namíbia imediatamente. Também decidiu que todos os Estados membros das Nações Unidas tinham a obrigação de não reconhecer como válido qualquer ato realizado pela África do Sul em nome da Namíbia.
O Sudoeste Africano tornou-se conhecido como Namíbia pela ONU quando a Assembleia Geral mudou o nome do território pela Resolução 2372 (XXII), de 12 de junho de 1968. A SWAPO foi reconhecida como representante do povo da Namíbia e ganhou o estatuto de observador da ONU  quando o território do Sudoeste Africano que já havia sido removido da lista de territórios não autônomos.
O território tornou-se independente como República da Namíbia em 21 de março de 1990. Em 1993 — no âmbito das negociações pelo fim do apartheid —, a África do Sul aprovou a transferência dos territórios de Walvis Bay e das Ilhas Pinguim para a Namíbia, com a integração formal a ocorrer no ano seguinte.